# Rue François-Mouthon
La rue François-Mouthon est une rue du 15e arrondissement.

## Situation et accès
Elle se trouve au croisement des rues Lecourbe et Convention.

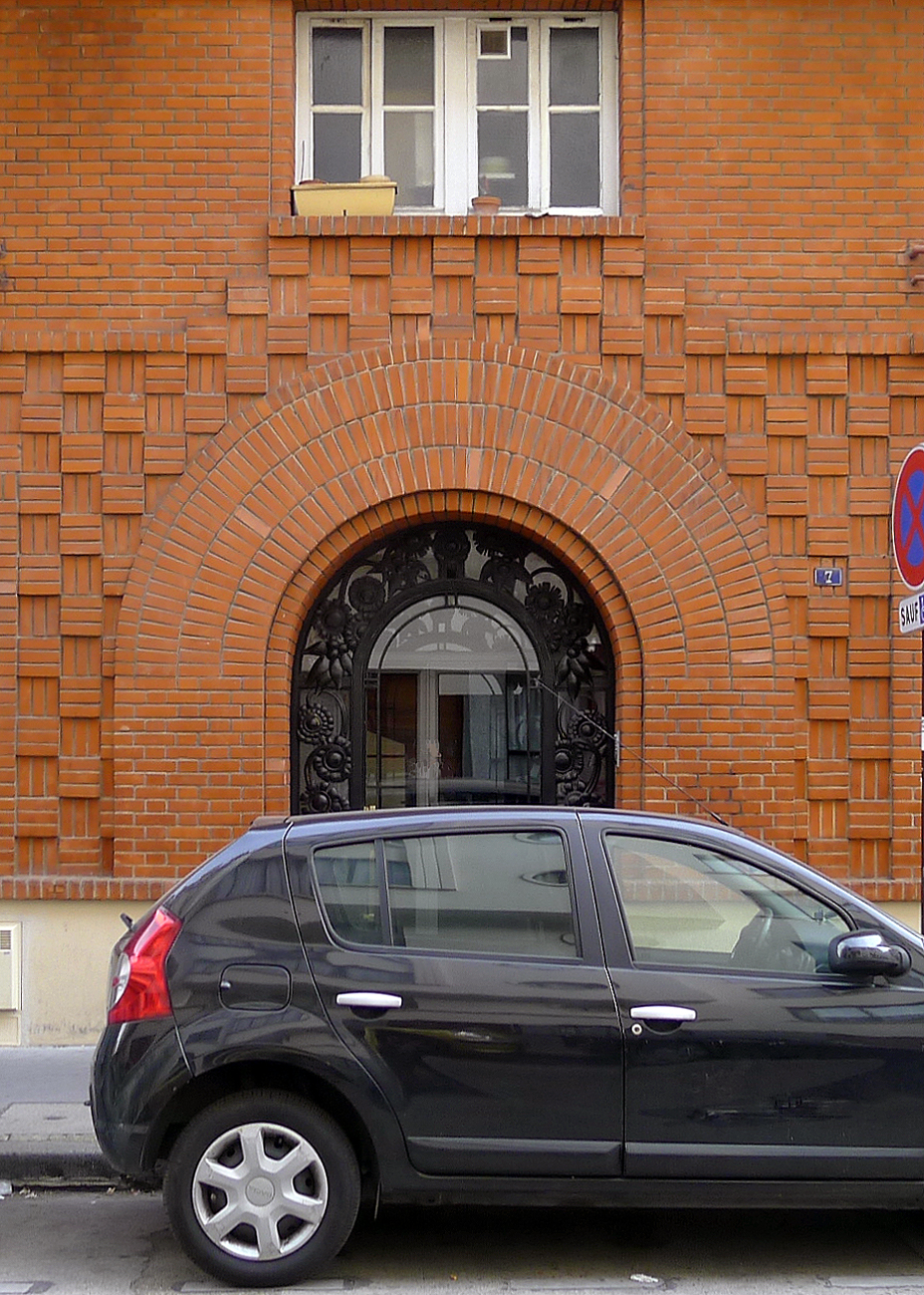
Entrée du no 7.

## Origine du nom
Elle porte le nom du directeur du quotidien Le Journal, François-Ignace Mouthon (1869-1930).

## Historique
La voie est ouverte et prend sa dénomination actuelle en 1935 dans un lotissement appartenant à monsieur Pélissier.